# Pa'l Norte 2017
Pa'l Norte 2017 fue la sexta edición del festival, celebrado en el Parque Fundidora de la ciudad de Monterrey los días 31 de marzo y 1 de abril.

## Desarrollo
La preventa fue anunciada en Facebook el 10 de noviembre de 2016, dando inicio para clientes Banregio los días 14 y 15 de noviembre. Los costos por abono fueron $1260 para el general y $2260 para el VIP. 
Esta vez los escenarios se reinventaron, dejando atrás al escenario Indio y Carpa Ascendente para dar lugar al Tecate Original y Fusión, respectivamente. Además albergó por primera vez un set acústico, con la participación de Inspector en un escenario improvisado.
El 24 de marzo previo al inicio del festival, se confirmó una ampliación del terreno del festival hacia el Parque Acero, en donde ahora se situaría el nuevo escenario Fusión.
Al término de esta edición, las cifras mencionaron 170 mil boletos vendidos, un nuevo récord para el festival hasta ese entonces.

## Line up
La lista de participantes se reveló oficialmente el 30 de noviembre de 2016 y tuvo la participación de: The Killers, Maná, Placebo, Kaskade, M.I.A., The Offspring, Jason Derulo, Enanitos Verdes como cabezas de cartel; aunque previamente ya había sido filtrada «accidentalmente» por la banda española Jarabe de Palo dos semanas antes.
Los horarios por día se dieron a conocer en redes el 23 de marzo de 2017.

### Tecate Original
| Viernes                                                                            | Sábado |
| ---------------------------------------------------------------------------------- | --- |
| - The Killers - M.I.A. - Fito Páez - Jarabe de Palo - Los Daniels - Buffalo Blanco | - Cártel de Santa - Jason Derulo - Enanitos Verdes - Mon Laferte - Drake Bell - Reyno - Javiera Mena - The Mud Howlers |

### Tecate Light
| Viernes                                                                    | Sábado                                                                                            |
| -------------------------------------------------------------------------- | ------------------------------------------------------------------------------------------------- |
| - Placebo - The Offspring - Sigala - Motel - Los Rumberos de Massachusetts | - Maná - Kaskade - Los Caligaris - Matt & Kim - Mike Posner - Pastilla - Los Master Plus - Serbia |

### Fusión
| Viernes | Sábado |
| --- | --- |
| - Los Amigos Invisibles - El Gran Silencio - Nicolas Jaar - Fidel Nadal - La Beriso - Diamante Eléctrico - She's a Tease - Cony la Tuquera | - Nortec B+F - MxPx - Dread Mar-I - Draco Rosa - La Gusana Ciega - Carlos Sadness - Okills - La Pegatina - Lng/SHT - Siskodélicos |

### Club Social
| Viernes | Sábado |
| --- | --- |
| - Lost Kings - Party Favor - Shaun Frank - Elephante - Sita Abellán - Geru & Cazzel - Ácido Pantera - NSM PSM - Pato GQ - AIAS | - Lee Foss - Dr. Fresch - Jessica Audiffred - Daniel Maloso - Toy Selectah - Chordashian - Wet Baes - Mejia - Fleurs Du Mal - Morality |

### Sorpresa[7]
| Viernes          | Sábado                   |
| ---------------- | ------------------------ |
| - Redfoo - Nigga | - Emmanuel - Las Ketchup |

### Pilo’s Bar
| Viernes                                                     | Sábado                                                                  |
| ----------------------------------------------------------- | ----------------------------------------------------------------------- |
| - Fara Fara - Fara Fara - Fara Fara - Fara Fara - Fara Fara | - Fara Fara - Fara Fara - Fara Fara - Fara Fara - Fara Fara - Fara Fara |